# Mafia (Black Label Society)
Mafia è il sesto album del album in studio del gruppo musicale heavy metal statunitense Black Label Society, pubblicato nel 2005 dalla Artemis Records e in seguito dalla Armoury Records.

## Tracce
1. Fire It Up – 5:02
2. What's in You – 3:02
3. Suicide Messiah – 5:49
4. Forever Down – 3:41
5. In This River – 3:54
6. You Must Be Blind – 3:29
7. Death March – 3:07
8. Dr. Octavia – 0:52
9. Say What You Will – 3:49
10. Too Tough to Die – 2:52
11. Electric Hellfire – 2:30
12. Spread Your Wings – 4:11
13. Been a Long Time – 3:09
14. Dirt on the Grave – 2:47
15. I Never Dreamed – 6:08 – cover dei Lynyrd Skynyrd, bonus track

## Formazione
- Zakk Wylde – voce, chitarra, basso, pianoforte
- James LoMenzo – basso
- Craig Nunenmacher – batteria

## Classifiche

### Album
| Anno | Classifica             | Posizione |
| ---- | ---------------------- | --------- |
| 2005 | The Billboard 200      | 15        |
| 2005 | Top Independent Albums | 1         |
| 2005 | Top Internet Albums    | 15        |

### Singoli
| Anno | Traccia           | Classifica             | Posizione |
| ---- | ----------------- | ---------------------- | --------- |
| 2005 | "Suicide Messiah" | Mainstream Rock Tracks | #24       |
| 2005 | "Fire It Up"      | Mainstream Rock Tracks | #35       |
| 2005 | "In This River"   | Mainstream Rock Tracks | #32       |